# Ascendancy
Ascendancy es el segundo álbum de estudio de la banda norteamericana de heavy metal Trivium, que fue publicado el 15 de marzo de 2005 a través de la discográfica Roadrunner Records. El álbum fue producido por Jason Suecof y por Matt Heafy, el guitarrista y vocalista de la banda. Es el primer álbum con el guitarrista Corey Beaulieu y con el bajista Paolo Gregoletto (exintegrante de Metal Militia), y el primer álbum con el sello discográfico Roadrunner Records. Del disco se extrajeron 5 sencillos:"Rain", "Like Light to the Flies", "Pull Harder on the Strings of Your Martyr", "A Gunshot to the Head of Trepidation" y "Dying in Your Arms". 
Los videos realizados para cada canción fueron un éxito; se filmó un vídeo promocional para la canción "Rain", pero este solo salió en el disco de edición especial, que incluye todos los videos y canciones extras. Posteriormente, en el 2006, el disco fue relanzado. Se agregaron canciones extras y un DVD con canciones en vivo. 
El álbum llegó al lugar número 151 en lista de Billboard 200 y a la cuarta posición del Top Heatseekers. En el Reino Unido se colocó en la posición 78 y vendió más de 100 000 copias.

## Lista de canciones
Todas las letras escritas por Matt Heafy.
| N.º   | Título                                      | Música                        | Duración |  |
| 1.    | «The End of Everything»                     | Heafy, Jason Suecof           | 1:20     |  |
| 2.    | «Rain»                                      | Heafy, Corey Beaulieu         | 4:11     |  |
| 3.    | «Pull Harder on the Strings of Your Martyr» | Heafy, Beaulieu, Travis Smith | 4:51     |  |
| 4.    | «Drowned and Torn Asunder»                  | Heafy, Beaulieu               | 4:17     |  |
| 5.    | «Ascendancy»                                | Heafy                         | 4:25     |  |
| 6.    | «A Gunshot to the Head of Trepidation»      | Heafy, Beaulieu               | 5:55     |  |
| 7.    | «Like Light to the Flies»                   | Heafy, Beaulieu               | 5:40     |  |
| 8.    | «Dying in Your Arms»                        | Heafy                         | 2:53     |  |
| 9.    | «The Deceived»                              | Heafy, Beaulieu               | 5:11     |  |
| 10.   | «Suffocating Sight»                         | Heafy                         | 3:47     |  |
| 11.   | «Departure»                                 | Heafy                         | 5:41     |  |
| 12.   | «Declaration»                               | Heafy                         | 7:00     |  |
| 55:16 |                                             |                               |          |  |

| Edición especial Reino Unido |                                |          |  |
| N.º                          | Título                         | Duración |  |
| 13.                          | «Washing Away Me in the Tides» | 3:46     |  |
| 59:02                        |                                |          |  |

| Edición especial |                                            |          |  |
| N.º              | Título                                     | Duración |  |
| 13.              | «Blinding Tears Will Break the Skies»      | 5:10     |  |
| 14.              | «Washing Away Me in the Tides»             | 3:46     |  |
| 15.              | «Master of Puppets» (versión de Metallica) | 8:11     |  |
| 16.              | «Dying in Your Arms» (Radio mix)           | 3:05     |  |
| 75:19            |                                            |          |  |

| Reedición mundial |                                            |          |  |
| N.º               | Título                                     | Duración |  |
| 13.               | «Blinding Tears Will Break the Skies»      | 5:10     |  |
| 14.               | «Washing Away Me in the Tides»             | 3:46     |  |
| 15.               | «Master of Puppets» (versión de Metallica) | 8:11     |  |
| 16.               | «Dying in Your Arms» (Radio mix)           | 3:05     |  |
| 75:19             |                                            |          |  |

| Reedición mundial DVD : Oficial Videos & Live in Astoria |                                             |          |  |
| N.º                                                      | Título                                      | Duración |  |
| 1.                                                       | «Like Light to The Flies»                   | 4:02     |  |
| 2.                                                       | «Pull Harder On The Strings of Your Martyr» | 4:36     |  |
| 3.                                                       | «A Gunshot to The Head of Trepidation»      | 4:48     |  |
| 4.                                                       | «Dying in Your Arms»                        | 3:10     |  |
| 5.                                                       | «The End Of Everything»                     | 1:43     |  |
| 6.                                                       | «Rain»                                      | 3:57     |  |
| 7.                                                       | «Dying in Your Arms»                        | 3:17     |  |
| 8.                                                       | «Like Light To The Flies»                   | 5:42     |  |
| 9.                                                       | «A Gunshot To The Head Of Trepidation»      | 6:48     |  |
| 10.                                                      | «Pull Harder On The Strings Of Your Martyr» | 5:55     |  |
| 43:50                                                    |                                             |          |  |

## Personal
| - Matt Heafy – voz, guitarra, productor, arte - Corey Beaulieu – guitarras, voz gritada - Paolo Gregoletto – bajo, voz - Travis Smith – batería, percusión - Brent Young - Bajo (solo en Like Light To The Flies para la reedición mundial, además esta versión fue usada en el video de la canción) - Jason Suecof – producción, ingeniero de sonido - Andy Sneap – mezclas, masterización, - Jeff Weed – asistente de ingeniería - Aaron Caillier – asistente de ingeniería |